# 아양교역
아양교(대구국제공항 입구)역(Ayanggyo(Daegu Int'l Airport)Station, 峨洋橋(大邱國際空港入口)驛)은 대한민국 대구광역시 동구 신암5동 아양네거리에 있는 대구 도시철도 1호선의 전철역이자, 대구국제공항 방면 지하철역이다. 아양교 하저터널로 동촌역과 연결된다.

## 특징
부역명은 대구국제공항입구이다. 인근에 아양교 및 효목시장이 있는 역으로, 금호강을 지하로 건너는 곳에 위치해 있어서 1호선의 역들 중 2번째로 깊으며(23.9m), 승강장이 지하 4층에 자리하고 있다. 대구국제공항 이용시 이 역에서 하차하라는 안내방송을 하며, 2017년 3월 1일 부역명에대구국제공항입구가 적용되었다. 대구국제공항은 아양교역에서 1.34km 떨어져 있으며, 101(-1)번, 401번, 팔공1번, 팔공2번(주말휴일노선) 등으로 환승하면 쉽게 접근할 수 있다. 설화명곡 방면으로 다음 역이 동구청역이나, 동구청역은 역명과 달리 동구청과 조금 떨어져 있으며, 오히려 이 역의 1번 출구에서 더 가깝다. 2009년 3월 13일 4번 출구 앞에 엘리베이터가 신설되었다. 아양교역 앞 아양네거리에서 망우당공원이, 아양교를 건너가면 나오는 사거리에서 대구국제공항, 팔공아파트(지저동주민센터), 공항시장, 동촌 구길(해동로)이 연계되며, 동촌 신길이 복개도로인 관계로 대구 도시철도 1호선은 동촌 구길로 들어간다.

## 역명의 유래
역 바로 옆에 자리한 금호강에서 동구 효목동과 입석동을 잇는 다리인 아양교에서 유래했다. 

## 역사
- 1998년 5월 2일 : 대구 도시철도 1호선 개통과 함께 아양교역으로 영업 개시
- 2009년 3월 13일 : 4번 출입구 앞에 엘리베이터 신설
- 2016년 11월 21일 : 부역명 대구국제공항입구으로 개정 공고[2]
- 2017년 3월 1일 : 부역명 대구국제공항입구 적용[3]
- 2017년 4월 20일 : 스크린도어 설치

## 역 구조
2면 2선의 상대식 승강장이 있는 지하역이며, 승강장 벽면 색상은 보라색이다. 이 역은 반대방향으로 횡단이 불가능한 역이다. 스크린도어가 설치되어 있다. 

### 승강장
| 동구청 ↑ |
| \| 상    |
| ↓ 동촌   |

| 상행 | ● 대구 도시철도 1호선 | 반월당(스타법무법인)·중앙로 · 설화명곡 방면 |
| 하행 | ● 대구 도시철도 1호선 | 신기 · 반야월 · 안심 · 하양 방면            |

- 승강장 번호는 없다.

## 역 주변
| 나가는 곳 | 방면                                                                                        |
| --------- | ------------------------------------------------------------------------------------------- |
| 1         | 동구청 아양초등학교 대구보호관찰소 청기와아파트 진명학원                                    |
| 2         | 효목1동치안센터 효목시장 효목동 아양아파트 팔공산(동화사) 진로이스트타운 대한노인회동구지회 |
| 3         | 대구공항 망우공원 효목동 효목1동행정복지센터 아양아파트 동촌강나루아파트 아양교회 통천사    |
| 4         | 아양교 동촌나루터                                                                           |

## 승차량 변동
| 노선  | 승차 인원 | 승차 인원 | 승차 인원 | 승차 인원 | 승차 인원 | 승차 인원 | 승차 인원 | 승차 인원 | 승차 인원 | 승차 인원 | 주석  |
| 노선  | 1997년    | 1998년    | 1999년    | 2000년    | 2001년    | 2002년    | 2003년    | 2004년    | 2005년    | 2006년    | 주석  |
| ----- | --------- | --------- | --------- | --------- | --------- | --------- | --------- | --------- | --------- | --------- | ----- |
| 1호선 | 미개통    | 3,169     | 4,476     | 미공개    | 4,232     | 4,334     | 2,010     | 3,917     | 4,020     | 5,562     | [ 4 ] |
| 노선  | 2007년    | 2008년    | 2009년    | 2010년    | 2011년    | 2012년    | 2013년    | 2014년    | 2015년    | 2016년    |       |
| 1호선 | 5,671     | 5,654     | 5,576     | 5,783     | 5,920     | 6,030     | 6,207     | 6,231     | 6,078     | 5,974     | [ 4 ] |
| 노선  | 2017년    | 2018년    | 2019년    | 2020년    | 2021년    |           |           |           |           |           |       |
| 1호선 |           |           |           |           |           |           |           |           |           |           |       |

## 인접한 역
| 대구 도시철도 1호선      | 대구 도시철도 1호선   | 대구 도시철도 1호선 |
| ------------------------ | --------------------- | ------------------- |
| 136 동구청 설화명곡 방면 | ● 대구 도시철도 1호선 | 138 동촌 하양 방면  |